# 崎山理
崎山 理（さきやま おさむ、1937年4月6日 - ）は、日本の人類学者・言語学者。国立民族学博物館・滋賀県立大学名誉教授。

## 来歴・人物
1937年、大阪市生まれ。1962年、東京外国語大学フランス語学科卒業。1967年、京都大学大学院文学研究科博士課程単位取得退学。1964-66年、インドネシア大学・ガジャ・マダ大学文学部給費留学。京都大学博士（文学）。
大阪外国語大学外国語学部・広島大学総合科学部助教授、国立民族学博物館助教授、同第5研究部教授、同民族文化研究部教授を経て、2001年、定年退職。1984-85年、パプアニューギニア大学学芸学部客員助教授。1993-94年、総合研究大学院大学文化科学研究科長。滋賀県立大学人間文化学部教授を経て、2006年に定年退職。その後は滋賀県立大学人間文化学部教授を務めた。
国立民族学博物館・総合研究大学院大学・滋賀県立大学名誉教授。
東南アジア・オセアニアを中心にフィールドワークを行い、少数話言語・言語接触･言語混合の調査研究を進める他、日本語の起源に関する編著書がある。姫神「神々の詩」を古代日本語をモデルとした言語で作詞したことでも知られる。

## 主な著作

### 単著
- 『南島語研究の諸問題』弘文堂、1974年。
- 『日本語「形成」論　日本語史における系統と混合』三省堂、2017年
  - 『日本語「形成」論: 日本語史における系統と混合』（増補電子版）おいかぜ書房、2023年。ASIN B0CJM8W8N3。
- 『ある言語学者の回顧録―七十踰矩』風詠社、2017年

### 編著
- 『現代の人類学 3 言語人類学』（和田祐一 共編著）至文堂〈現代のエスプリ別冊〉、1984年。
- 『講座日本語と日本語教育 言語学要説・上』（明治書院）1989
- 『日本語の形成』編（三省堂）1990

### 共編著
- 『アジアの諸言語と一般言語学』（佐藤昭裕との共編・三省堂）1990
- 『オセアニア2 伝統に生きる』（須藤健一、秋道智彌との共編・東京大学出版会）1993
- 『消滅の危機に瀕した世界の言語―ことばと文化の多様性を守るために』（宮岡伯人との共編・渡辺己,笹間史子監訳　明石書店）2002